# 大名县
大名县是河北省邯郸市下辖的一个县。本為魏州，後改名時取《史記》：「萬，盈數也。魏，大名也。」故稱大名。頻繁登場于《水滸傳》中，當時叫大名府，是盧俊義的故鄉。县人民政府驻大名镇大名府路28号。
唐建中三年（782年）改魏州为大名府，1970年后，大名县归属邯郸市。境内现有宋、明两代古城，存有五礼记碑、天主大教堂、兴化寺、马陵道等180余处历史古迹，京杭大运河永济渠流经大名。

## 历史沿革

### 汉晋南北朝
汉置元城县，属冀州魏郡；晋属司州阳平郡，为郡治；东魏从馆陶分置贵乡县，亦在今县境内，两县均属司州魏尹；北齐两县均属司州清都尹。

### 隋唐五代
隋代置武阳郡，元城、贵乡均属之，贵乡为郡治；唐改武阳郡为魏州，为天下六雄之一，贵乡、元城并为魏州附郭，期间两县时常互相废入或重置，安史之乱后为割据的魏博节度使驻地，节度使田悦私自升魏州为大名府，未被唐廷承认；后唐改元城为兴唐、贵乡为广晋、魏州为兴唐府；后汉改兴唐为元城、广晋为大名、兴唐府为大名府。

### 宋元明清

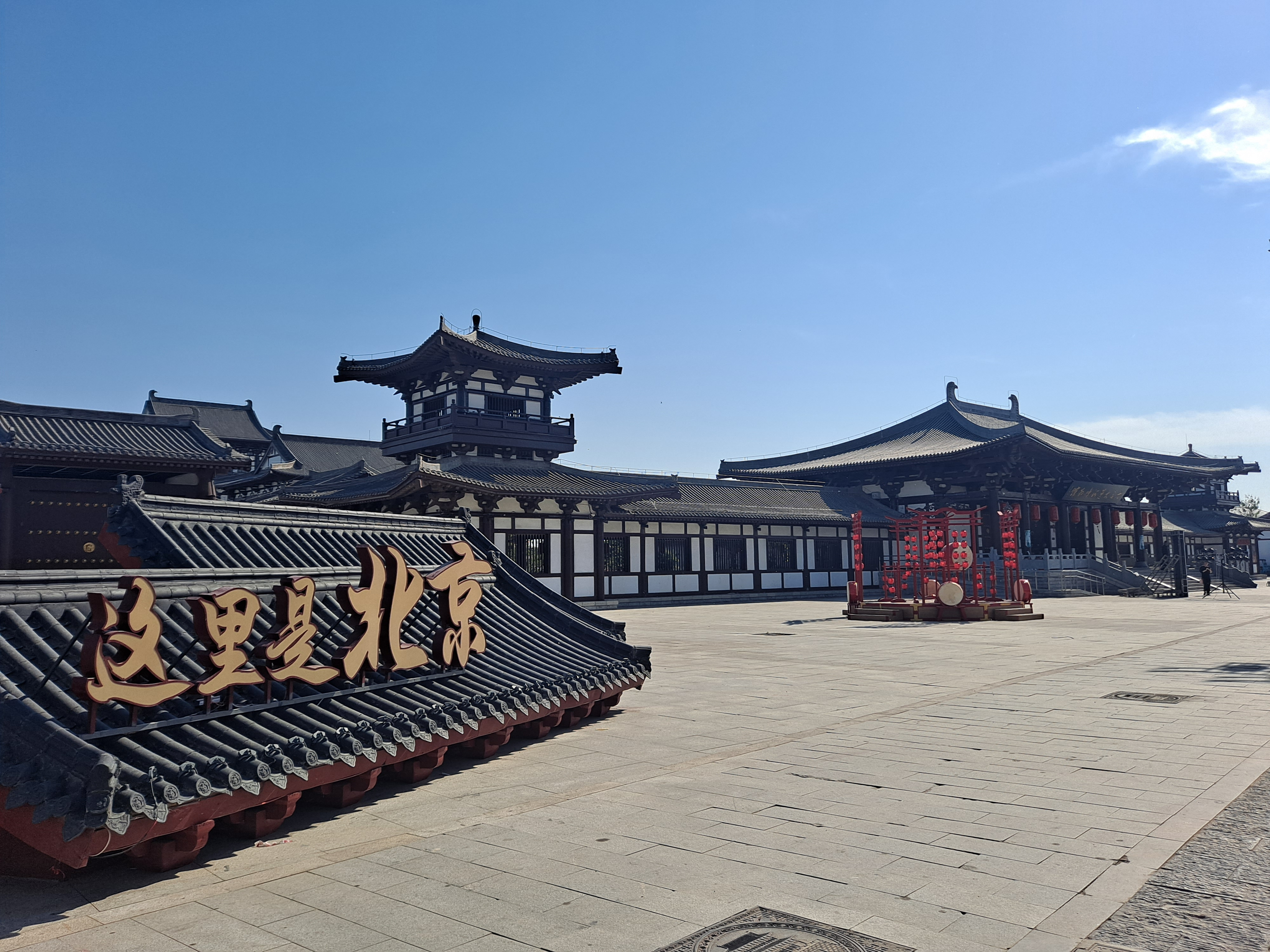
大名府

北宋将大名府建为北京，熙宁六年（1073年）至绍圣三年（1096年），大名曾短暂省入元城；金仍为大名府，属大名府路；元为大名路；宋金元时期大名府或大名路皆附郭元城、大名二县；明为大名府，府城自大街乡移治今县城，附郭元城县，大名县移治今旧治乡；清初因之，后大名县移治府城内。

### 現代
民国初年废除大名府，元城大名二县合并为大名县，属直隶省大名道，大名县为道尹驻地；国民政府时期属河北省；1949年以来先后属邯郸专区、邯郸地区、邯郸市。2019年大名县做为邯郸市最后一个贫困县终于退出贫困县序列。

## 人口
根据第七次人口普查数据，截至2020年11月1日零时，大名县常住人口为726396人。

## 行政区划
大名县下辖10个镇、9个乡、1个民族乡：
大名镇、杨桥镇、万堤镇、龙王庙镇、束馆镇、金滩镇、沙圪塔镇、大街镇、铺上镇、孙甘店镇、北峰镇、黄金堤镇、王村乡、旧治乡、西未庄乡、西付集乡、埝头乡、张铁集乡、红庙乡和营镇回族乡。

## 全国重点文物保护单位
- 五礼记碑
- 大名宠爱之母堂

## 大名名吃
“二五八”是大名传统名吃的简称，“二”即“二毛烧鸡”，五”即“五百居香肠”，“八”即“郭八火烧”。

### 二毛烧鸡
创业于清嘉庆十四年（公元1809年）。因第一代创业人王德兴浑号“二毛”，故俗称“二毛烧鸡”。第二代经营人王国珍，因嫌“二毛”名声不雅，便取自己名中“珍”字为首，正式立号为“珍积成烧鸡店”，延袭至今，但是人们很少叫这个名字，仍然按照习惯叫“二毛烧鸡”。“二毛烧鸡”精选活鸡为原料，采取祖传工艺，百年老汤，配以砂仁、白芷等十几味名贵药料，用“文武”之火煮制而成，其特点是：透熟离骨、肉嫩且烂、咸香清纯、回味鲜美，居邯郸“八大地方风味名吃”之首。

### 五百居香肠
创业于清道光元年（公元1821年）。原籍山东济南府的王湘云来大名谋生，先给官家当厨师，后在大名城内道前街开设店铺，制作南肠及熟肉制品，因大名府距济南府约五百里，故取店名为“五百居”。该肠以鲜猪肠为皮，内充精猪肉，配以石落子等名贵中药材，经风干、蒸煮等多道工序加工而成。成品色泽纯正、条杆匀称、香味醇厚、肥瘦适宜、甜咸兼备、软滑利口、食而不腻、越嚼越香、回味悠长，且炎夏不腐不蛀。

### 郭八火烧
创业于清光绪十三年（公元1887年）。创业人郭致忠，原籍大名大韩道村，曾到顺天府（北京）学艺，后回到大名在城内开业经营火烧。因他从顺天府学艺而来，取“天”字为首，并希望买卖兴隆，又取“兴”字，故立店铺字号为“天兴火烧铺”。郭致忠小名叫“郭八”，故人们惯称“郭八火烧”。以后，郭致忠的三个儿子郭瑞，字永祥、郭廉，字华品、郭俊，字美斋继承父业，继续经营火烧铺。1947年，兄弟三人各取自己字中一个字，将店铺字号改为“祥华斋火烧铺”。虽经改名，但“郭八火烧”的美称仍在群众中广为传颂。“郭八火烧”佐料齐全，制作精细，其特点：层多且薄，每个均有25-30层，外表金黄油赵亮，吃起来皮酥里筋，焦香可口，味香诱人。

### 羊肉卤馓
羊肉卤馓（本地回族念sá），是大名县回族传统早餐食品。它是将熬稠的油浓“麦仁”浇上羊肉卤，泡入馒头或火烧，吃时浓香，肉味极佳。每年秋季开卖，入夏停。

### 荞面饸饹
荞面饸饹是大名县回族传统风味小吃，历史悠久，古时也称“河漏”。它是用荞麦面通过专用的木制饸饹床挤压而成的一种细长圆条形面食，随吃随压，直接由轧面床压入开水锅内，熟后捞入碗中浇上羊肉卤食之，风味独特，久负盛名。而且荞麦含有淀粉、蛋白质、氨基酸、铁、磷、维生素等物质，营养丰富，具有降低血脂，改变胆固醇中脑酸的类型和促进酶的催化作用。

### 芝麻焦烧饼
芝麻焦烧饼为大名县风味食品之一，已有百年之久。芝麻焦烧饼为圆饼形，两面沾有芝麻，有咸、甜之分，现今为了满足不同口味消费者的需求，开发、研制了豆沙、枣泥等系列加馅产品。其特点是：入口香脆，落口回香，焦而不硬，香而不腻，为老少皆宜和馈赠亲友物美价廉之食品。芝麻焦烧饼的制做原为吊炉烘烤，现多为烤炉烘制，原料为面粉、芝麻、植物油、花椒和盐。